# コロコロG
『コロコロG』（コロコロジー）は、かつて2010年5月28日に小学館より創刊された不定期刊の少年漫画雑誌。同社が発行する『月刊コロコロコミック』の高学年版と位置づけられていた。『月刊コロコロコミック』増刊扱い。

## 概要
1999年に試験的に刊行した『ハイパーコロコロ』と同じく、『月刊コロコロコミック』（月コロ）の中心読者層（10歳前後の小学生）よりもやや高い年齢層をターゲットに創刊。掲載作品は月コロや別コロでも扱うようなホビー・ゲーム作品のタイアップによるコミカライズと、コロコロ系列雑誌の掲載作者によるオリジナルの読み切り、連載作品の外伝作品などが中心である。月コロではあまり見られない残虐的およびグロテスク的な描写が目立っているのが特徴。
小学館の漫画雑誌の中では、月コロ（10歳前後の小学生）と『週刊少年サンデー』（中高生）間の読者層空白地帯（小学校高学年から中学生）に『GAKUMANplus』と共に入りうる内容となっている。かつて同種の漫画雑誌として『コミックGOTTA』が存在したが、同誌と本誌とでは掲載作品が取り上げるテーマは異なっている。
2011年11月発売の4号（'11年冬号）が最新。前号の'11年夏号から4ヶ月後の刊行となり刊行間隔が不定期で長期間離れているため、本誌上の次号予告には具体的な発売日は掲載されず、発刊直近の月コロ・別コロに本誌の発売予告が掲載される。2013年8月時点で4号の発行から1年半以上経過しており、続刊の告知も出されていないことから事実上の休刊となった。なお、後継誌として2014年10月から大人層にもターゲットを広げた『コロコロアニキ』を刊行し、本誌から『デュエル・マスターズ覇王伝 ガチ!!』が移籍した。

## 号数
第1号及び第2号は『別冊コロコロコミック』増刊扱い、第3号は『月刊コロコロコミック』増刊扱いとなっている。
- 第1号 '10年夏号 - 2010年5月29日
- 第2号 '10年冬号 - 2010年11月29日
- 第3号 '11年夏号 - 2011年7月29日
- 第4号 '11年冬号 - 2011年11月30日

## 掲載作品

### 連載作品
デュエル・マスターズ覇王伝 ガチ!!（1号-）
作:藤崎聖人／テクニカルアドバイザー:真木孝一郎
錬人 -レンジン-（1号-）
作:松本しげのぶ

#### 過去の連載作品
TAIMAN（1-2号）
作:村瀬範行
LOST PLANET -UNEXPECTED ONE-（1-2号）
作:藤異秀明／協力:CAPCOM／着色:さゆり
俺の屍を越えてゆけ（3-4号）
作:万乗大智

### 読み切り作品

#### '10年夏号
イナズマイレブン 豪炎寺修也外伝
作:やぶのてんや／原作・監修:レベルファイブ
ヒ・キ・ガ・ネ
作:曽山一寿
怪物くん GAG外伝
作:萬屋不死身之介／原作:藤子不二雄A
ゴゴゴ西遊記 新悟空伝 -激リアル編-
作:小西紀行

#### '10年冬号
イナズマイレブン 円堂カノン外伝
作:やぶのてんや／原作・監修:レベルファイブ
モンスターハンターポータブル3rd 超体験マンガ 目指せジンオウガ!!
作:伊原しげかつ
でんぢゃらすGさん邪（3本立て）
作:曽山一寿
ポケットモンスターB・W 伝説との遭遇
作:井上桃太
二ノ国 ～オリバー旅立ちの章～
作:小西紀行
ヤンキーサンタ
作:萬屋不死身之介

#### '11年夏号
ダンボール戦機 海道ジン外伝
作:HIRO／原作・監修:レベルファイブ
イナズマイレブン ストライカーズ 超次元バトルサッカーオールスター戦
作:井上桃太
デビルサバイバーオーバークロックG
作:おおわき正義
でんぢゃらすじーさん邪 中学生編
作:曽山一寿
神羅万象チョコ 七天の覇者
作:溝渕誠
ピカピカアイドルさやか
作:うさくん
怪盗ジョーカー
作:たかはしひでやす
修学旅行オブ・ザ・デッド
作:萬屋不死身之介

#### '11年冬号
でんぢゃらすじーさん邪 中学教師編
作:曽山一寿
モンスターハンター3G トライ!HUNTER魂
作:神田達志
塊魂 ノ・ビ〜タ
作:コーヘー
イナズマイレブンストライカーズ 2012エクストリーム
作:井上桃太
デュエル・マスターズ 〜超獣世界外伝〜 パンドラの王姫
作:伊原しげかつ
ダンボール戦機 BOOST外伝
作:HIRO／原作・監修:レベルファイブ
カギッコ
作:永井ゆうじ
最低の迷医
作:入江謙三・萬屋不死身之介／原作:橋口たかし
爆探!! 悶本狩猟団
作:うさくん